# Maripeae
Maripeae ist eine Tribus aus der Familie der Windengewächse (Convolvulaceae). Zu ihr werden drei Gattungen gezählt, die Typusgattung ist Maripa.

## Beschreibung
Vertreter der Tribus Maripeae sind verholzende Lianen. Die Basis der Blattspreiten ist nicht herzförmig. Die Blüten sind radiärsymmetrisch und zwittrig. Die Kelchblätter sind gleichgestaltig und vergrößern sich nach der Blütezeit nicht. Die Staubblätter sind flachgedrückt und behaart. Die Pollenkörner sind tricolpat und nicht stachelig. Die Griffel sind teilweise oder komplett voneinander gespalten, nur bei einzelnen Vertretern sind sie auch komplett miteinander verwachsen. Die Früchte sind nicht aufspringende, verholzende Beeren.

## Vorkommen
Die Gattungen der Tribus Maripeae kommen in Mittel- und Südamerika vor.

## Systematik
Zur Tribus Maripeae zählen folgende Gattungen:  
- Dicranostyles Benth.: Mit etwa 15 Arten[1]
- Lysiostyles Benth.: Mit nur einer Art:
  - Lysiostyles scandens Benth.; sie kommt in Südamerika vor
- Maripa Aubl.: Mit etwa 19 Arten[1].

Nach der kladistischen Definition entspricht die Tribus der umfassendsten Klade, in der Maripa scandens Aubl., jedoch nicht Dichondra repens J.R. Forst. & G. Forst., Jacquemontia pentanthos (Jacq.) G. Don oder Cressa creticaL. eingeordnet sind.

## Belege
1. 1 2  David John Mabberley: Mabberley’s Plant-Book. A portable dictionary of plants, their classification and uses. 3. ed. Cambridge University Press 2008. ISBN 978-0-521-82071-4